# Плешоју (Ливези)
Плешоју (рум. Pleșoiu) насеље је у Румунији у округу Валча у општини Ливези. Oпштина се налази на надморској висини од 265 m.

## Становништво
Према подацима из 2002. године у насељу је живело 292 становника, од којих су сви румунске националности.